# Christopher Lee
Christopher Frank Carandini Lee (ur. 27 maja 1922 w Londynie, zm. 7 czerwca 2015 tamże) – brytyjski aktor i wokalista odznaczony Komandorią Orderu Imperium Brytyjskiego (CBE) i Orderem św. Jana Jerozolimskiego. Komandor francuskiego Orderu Sztuki i Literatury (2011). Podczas swojej siedemdziesięcioletniej kariery filmowej zagrał w niemal 300 filmach, w latach 60. i 70. XX wieku zasłynął rolami (m.in. Drakuli) w horrorach wytwórni Hammer Film Productions. W XX i XXI wieku jego najbardziej znane role to Francisco Scaramanga z filmu o przygodach Jamesa Bonda pt. Człowiek ze złotym pistoletem, Saruman z filmowych trylogii Władca Pierścieni i Hobbit oraz Hrabia Dooku z Gwiezdnych wojen. Był poliglotą, biegle władał językami włoskim, francuskim, niemieckim i hiszpańskim, potrafił także porozumieć się w językach greckim, rosyjskim i szwedzkim.

## Życiorys

### Wczesne życie
Christopher Lee urodził się 27 maja 1922 roku w Belgravii, w gminie Westminster, w środkowym Londynie. Jego ojciec, podpułkownik Geoffrey Trollope Lee (1879–1941) służył w 60. pułku Królewskiego Korpusu Strzelców, biorąc udział w II wojnie burskiej oraz I wojnie światowej. Jego matka, hrabianka Estelle Marie z domu Carandini di Sarzano (1889–1981), została uwieczniona między innymi na płótnach Johna Lavery’ego i Oswalda Birleya. Ród Carandini jest jedną z najstarszych rodzin szlacheckich w Europie, spokrewnioną z Karolem Wielkim. Pradziadek ze strony matki, markiz Girolamo Carandini (1803-1870) z powodów politycznych wyemigrował do Wielkiej Brytanii, gdzie poślubił śpiewaczkę operową, Marie Burgess (1826-1894). Christopher miał jedną siostrę, Xandrę Carandini Lee (1917–2002).
Rodzice Lee rozwiedli się, gdy miał sześć lat, po dwóch latach separacji. Od tego czasu mieszkał wraz z matką i siostrą w szwajcarskim Wengen, gdzie uczęszczał do szkoły. Tam też Christopher zagrał swoją pierwszą rolę, w adaptacji baśni braci Grimm pt. Rumpelsztyk. Następnie rodzina powróciła do Londynu, gdzie jego matka wyszła za mąż za Harcourta St-Croix Rose’a, bankiera i wujka Iana Fleminga. Lee stał się w ten sposób przyrodnim kuzynem Fleminga. Od tej pory mieszkali w Fulham. Zgodnie z autobiografią aktora tam też, jako nastolatek, został przedstawiony księciu Feliksowi Jusupowowi oraz wielkiemu księciu Dymitrowi Romanowowi, którzy kilka lat wcześniej zamordowali Grigorija Rasputina (którego postać Lee zagrał w 1966 roku).
Kontynuując edukację występował w szkolnych przedstawieniach. Uczęszczał do Summer Fields School, gdzie spotkał Patricka Macnee. Lee złożył podanie o stypendium w Eton College, gdzie rozmowę kwalifikacyjną prowadził między innymi M.R. James, którego postać Lee zagrał 60 lat później. Stypendium otrzymało dziesięciu najlepszych uczniów, jednak słabe oceny z matematyki spowodowały, że Lee zajął jedenaste miejsce na liście. Jego ojczym nie był w stanie opłacać wysokiego czesnego, wobec czego Lee zapisał się do Wellington College, gdzie uzyskał stypendium, studiując łacinę i grekę. W tym czasie porzucił aktorstwo, grając w krykieta i rackets, jednakże w innych sportach, jak np. hokej, piłka nożna, rugby i boks był przeciętny. W czasie studiów Lee był często karany cieleśnie, co jednak uważał za logiczną i akceptowalną konsekwencję świadomego łamania reguł szkoły. Podczas ostatniego roku studiów jego ojczym zbankrutował, zadłużając się na sumę £25,000.
Matka i ojczym rozeszli się, pozostając w separacji. W lecie 1939 roku wyjechał wraz z siostrą na wakacje na Lazurowe Wybrzeże. Podczas podróży zatrzymali się w Paryżu, gdzie Lee był świadkiem egzekucji Eugena Weidmanna, ostatniej osoby straconej publicznie w tym kraju. Po powrocie do Londynu pracował jako goniec, zarabiając funta tygodniowo.

### Służba w wojsku
Wkrótce po wybuchu II wojny światowej Lee zgłosił się na ochotnika do fińskiej armii, by walczyć w wojnie zimowej. Wraz z innymi brytyjskimi ochotnikami nie brał udziału w walce, pełniąc służbę wartowniczą. Następnie wrócił do kraju, gdzie podjął pracę w koncernie farmaceutycznym Beecham, a następnie wstąpił do Home Guard. W marcu 1941 roku na zapalenie płuc zmarł jego ojciec. Wkrótce potem Christopher zgłosił się do służby w Royal Air Force.
Lee stawił się na szkolenie w bazie RAF w Uxbridge, skąd został oddelegowany do Paignton. Szkolenie ukończył w Liverpoolu, skąd trafił do Bulawayo w Rodezji Południowej. Podczas jednego z lotów samolotem de Havilland Tiger Moth doznał uszkodzenia nerwu wzrokowego, a wojskowy lekarz stwierdził, że Lee już nigdy nie będzie latał. Przeniesiono go do Salisbury (obecnie Harare), w tym czasie odwiedził Maronderę, Wielkie Zimbabwe i Park Narodowy Hwange, a następnie zgłosił się do Wywiadu RAF, został jednak skierowany do służby wartowniczej w więzieniu Salisbury. Potem został awansowany (Leading aircraftman) i przeniesiony do Durbanu, skąd na pokładzie SS Nieuw Amsterdam popłynął do Suezu.
Podczas pobytu w strefie Kanału Sueskiego podjął służbę wywiadowczą w mieście Ismailia. Wraz z postępami Kampanii Północnoafrykańskiej oddział Lee przenosił się z Egiptu do Libii, przez Tobruk i Benghazi do Trypolisu, w tym czasie jego oddział brał udział w około pięciu misjach dziennie. Podczas walk na linii Mareth Lee przeżył bombardowanie lotniska, a po zwycięstwie aliantów wraz z oddziałem przeniósł się do Zuwary, gdzie siły aliantów przygotowywały się do operacji Husky. Po zdobyciu przyczółku na Sycylii w lipcu 1943 roku Lee otrzymał stopień flying officer. Po zakończeniu kampanii sycylijskiej zachorował na malarię.
Po inwazji aliantów na Włochy wraz z oddziałem stacjonował w Foggii, gdzie pozostał do zimy 1943 roku. Po tymczasowym przeniesieniu z sił powietrznych do wojsk lądowych służył w 8. dywizji piechoty, biorąc udział w bitwie o Monte Cassino. Podczas pobytu na przepustce w Neapolu w 1944 roku wszedł na Wezuwiusza, na trzy dni przed erupcją. Po bitwie wraz z oddziałem stacjonował na lotnisku niedaleko Rzymu, gdzie spotkał kuzyna swojej matki, Nicolò Carandiniego, który walczył we włoskim ruchu oporu. W listopadzie 1944 roku został awansowany do stopnia flight lieutenant (odpowiednik kapitana) i przeniesiony do kwatery głównej sił powietrznych. W okresie końca wojny Lee, który biegle posługiwał się językami włoskim, francuskim i niemieckim pracował w Centralnym Rejestrze Przestępców Wojennych i Podejrzanych, gdzie pomagał w ujęciu zbrodniarzy wojennych. O swej służbie w tym czasie powiedział: „Otrzymaliśmy dossier z informacjami co zrobili i gdzie ich znaleźć, mieliśmy ich dokładnie przesłuchać a następnie wydać odpowiednim władzom... Widzieliśmy obozy koncentracyjne. Niektóre zostały wysprzątane. Inne nie”. Lee zakończył służbę w RAF w 1946 roku.
Ojczym Lee także służył w wywiadzie, jednak nie miał wpływu na karierę pasierba. Ostatni raz widzieli się w autobusie w Londynie w 1940 roku, po rozwodzie z jego matką. Lee przyznał, że w czasie wojny pracował dla formacji Special Operations Executive (SOE) i Long Range Desert Group (LRDG), jednak nigdy nie zdradził szczegółów. „Pracowałem czasem dla SAS, jednak nigdy nie będzie mi wolno opowiedzieć o konkretnych misjach. Powiedzmy po prostu, że służyłem w wywiadzie i tak to zostawmy. Ludzie mogą to interpretować jak chcą. SOE była przez niektórych nazywana „ministerstwem wojny niedżentelmeńskiej”.

### Kariera aktorska

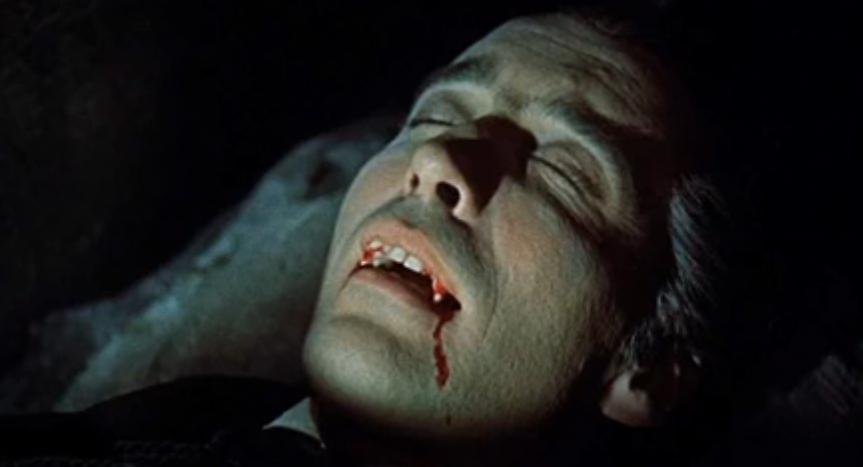
Christopher Lee w Draculi.

Gdy wojna się skończyła, Lee związał się z brytyjską wytwórnią filmową Rank. Przed kamerą zadebiutował w 1948 roku, w filmie pt. Corridor of Mirrors, w którym grana przez niego postać wypowiadała tylko jedno zdanie. Przez kolejne kilka lat grywał głównie postacie drugoplanowe, miał za to okazję poznać między innymi Borisa Karloffa, Vincenta Price’a oraz Petera Cushinga, który został jego najlepszym przyjacielem. Przełomem w jego karierze okazała się rola potwora w Przekleństwie Frankensteina w 1957 roku, w którym rolę Barona Frankensteina zagrał Cushing. Rok później zagrał tytułową rolę w filmie Dracula, który przyspieszył rozwój kariery. W rolę Draculi Lee wcielił się jeszcze sześć razy, chociaż sam przyznał, że chciał zrezygnować po pierwszych dwóch częściach. Jako główny powód chęci rezygnacji podawał, iż grany przez niego Dracula nic nie mówił. Lee wielokrotnie prosił producentów, by pozwolili mu użyć choć kilku kwestii napisanych przez Brama Stokera. Ostatecznie zagrał w kolejnych filmach po tym, jak właściciele studia Hammer powiedzieli mu, że bez niego w filmie wielu ludzi straci pracę.
Dla studia Hammer zagrał także między innymi w Mumii (1959), Rasputinie (1966), The Devil Rides Out (1968) i Prywatnym życiu Sherlocka Holmesa (1970). Po roli w filmie Córka dla diabła (1976) Lee zakończył współpracę ze studiem. W 1971 roku pojawił się jako narrator w polskim serialu Theatre Macabre. Zagrał także w sześciu kolejnych filmach o Fu Manchu, począwszy od The Face of Fu Manchu (1965), a skończywszy na The Castle of Fu Manchu (1969).
W 1973 roku pojawił się na okładce albumu Paula McCartneya Band on the Run. W tym samym roku zagrał w The Wicker Man, który uważał za swój najlepszy film oraz w Trzech muszkieterach. W kolejnych latach wystąpił także w dwóch kontynuacjach adaptacji powieści Aleksandra Dumasa: Czterej muszkieterowie (1975) i Powrót muszkieterów (1989). Rok później zagrał złoczyńcę, Francisco Scaramangę w Człowieku ze złotym pistoletem z serii filmów o Jamesie Bondzie. Pierwotnie Lee miał się pojawić w innej odsłonie przygód Bonda, Doktor No, jednak rola ostatecznie trafiła do Josepha Wisemana. Równocześnie Lee ciągle grywał w filmach nieanglojęzycznych, w tym w 1970 roku w ramach przysługi pojawił się jako narrator w filmie Eugenie reżyserii Jesúsa Franco. Aktor nie był świadomy, iż był to film pornograficzny, bowiem sceny łóżkowe kręcono w innym studiu.
Pod koniec lat 70. grywał częściej w filmach amerykańskich. W 1979 roku wraz z Johnem Belushim, Danem Aykroydem i Toshirō Mifune wystąpił w komedii Stevena Spielberga 1941. Następnie zagrał między innymi w filmach Oko za oko (1981) z Chuckiem Norrisem, W 80 dni dookoła świata (1989) z Pierce’em Brosnanem, Akademii Policyjnej 7 (1994) oraz serialu Kroniki młodego Indiany Jonesa. W 1999 roku zagrał w Jeźdźcu bez głowy w reżyserii Tima Burtona.
Na początku XXI wieku otrzymał rolę Sarumana w adaptacji Władcy Pierścieni J.R.R. Tolkiena. Lee sam zgłosił się do Petera Jacksona, jednak starał się o rolę Gandalfa. Lee jako jedyny z obsady filmów osobiście spotkał Tolkiena. Na pierwszym spotkaniu z Ianem McKellenem podczas kręcenia Władcy Pierścieni Lee wyznał: „zawsze uważałem, że to ja powinienem zagrać Gandalfa. Czytam Władcę Pierścieni co roku, czasem dwukrotnie”. Aktorzy szybko się zaprzyjaźnili. Podczas kręcenia sceny śmierci Sarumana w Powrocie króla, w której grający Grimę Brad Dourif miał go pchnąć sztyletem w plecy Peter Jackson zaczął tłumaczyć aktorom swoją wizję tej sceny. Lee odpowiedział: „Czy wiesz jaki dźwięk wydaje osoba pchnięta w plecy? Ja wiem”.
W 2002 roku George Lucas obsadził go jako hrabiego Dooku w filmie Gwiezdne wojny: część II – Atak klonów, do której to roli powrócił trzy lata później w Zemście Sithów. W niektórych scenach aktor korzystał z dublera, jednak sceny szermierki grał osobiście. W 2008 roku użyczył głosu hrabiemu Dooku w filmie animowanym Wojny klonów. Grał także w filmie Charlie i fabryka czekolady oraz wcielił się w kardynała Wyszyńskiego w amerykańskiej wersji Jana Pawła II (2005). W 2010 roku zagrał w Alicji w Krainie Czarów, w 2011 roku wystąpił w Hugo i jego wynalazek, rok później zagrał w Mrocznych cieniach Burtona, a następnie ponownie spotkał się z Peterem Jacksonem, wracając do roli Sarumana w Hobbicie. Jego ostatnim filmem był Hobbit: Bitwa Pięciu Armii, którego premiera miała miejsce w 2014 roku.
Lee jest rekordzistą pod względem ról filmowych, których miał na koncie ponad 250. Według jednej z anegdot, gdy ktoś mówił mu, że widział wszystkie jego filmy, aktor lubił odpowiadać „Nie, nie widziałeś”.

### Kariera muzyczna
Znany był również ze swojego zaangażowania (od 2003 roku) w działalność zespołu Rhapsody of Fire. W ramach tego włoskiego powermetalowego zespołu był lektorem oraz „wokalistą wspierającym” (ze względu na swój niski głos). W marcu 2010 roku ukazała się nagrana przez niego płyta w klimatach symfonicznometalowych zatytułowana Charlemagne: By the Sword and the Cross. W tym samym roku z zespołem Manowar nagrał płytę Battle Hymns MMXI, gdzie zastąpił nieżyjącego Orsona Wellesa w utworze „Dark Avenger”. Również w 2010 roku otrzymał branżową nagrodę Metal Hammer Golden God w kategorii Spirit of Hammer. W grudniu 2012 roku opublikowany został EP A Heavy Metal Christmas z wykonywanymi przez niego heavymetalowymi coverami dwóch piosenek bożonarodzeniowych. 27 maja 2013 roku wydana została jego heavymetalowa płyta Charlemagne: The Omens of Death.

## Życie prywatne
Na początku lat 50. Lee był zaręczony z Henriette von Rosen, którą poznał w Sztokholmie. Jej ojciec, hrabia Fritz von Rosen, przekonał ich do przełożenia ślubu, jednocześnie wymagając od Lee przedstawienia referencji. Referencje te aktor uzyskał od Douglasa Fairbanksa i braci Boulting. Anglik musiał także uzyskać pozwolenie na ślub od szwedzkiego króla Gustawa VI Adolfa, które uzyskał, bowiem kilka lat wcześniej spotkał monarchę podczas kręcenia filmu Tales of Hans Anderson. Niedługo przed ślubem para odwołała go.
W 1960 roku poprzez znajomych w Danii poznał modelkę Birgit „Gitte” Krøncke. Wkrótce się zaręczyli, a 17 marca 1961 roku wzięli ślub. Para doczekała się jednego dziecka, w 1963 roku na świat przyszła córka Christina Erika Carandini Lee. Jego siostrzenica, Harriet Walter, także została aktorką.
Rodzina Carandinich otrzymała prawo umieszczenia w swoim herbie godła Świętego Cesarstwa Rzymskiego przez cesarza Fryderyka I Barbarossę.
Był także dalekim krewnym amerykańskiego generała Roberta E. Lee.
W październiku 2009 roku otrzymał w Buckingham Palace tytuł szlachecki z rąk księcia Karola. Był zwolennikiem Partii Konserwatywnej.

## Śmierć
Ostatnie trzy tygodnie spędził w londyńskim szpitalu na terenie Royal Borough of Kensington and Chelsea. Przyczyną śmierci były kłopoty oddechowe i niewydolność serca. Na prośbę jego żony informację o śmierci podano z kilkudniowym opóźnieniem, 11 czerwca.
Hołd aktorowi oddał między innymi Johnny Depp, który tak go określił: „Niesamowicie dobry, hojny, ciepły i fascynujący człowiek. Wytrawny dżentelmen. Był inspiracją zarówno w życiu, jak i w sztuce. W czasie, który spędziliśmy razem miałem zaszczyt i szczęście znaleźć się w jego znamienitej obecności. Jego przyjaźń zawsze będzie droga memu sercu”. Martin Scorsese, z którym pracował w filmie Hugo i jego wynalazek nazwał Lee „wielkim aktorem i wspaniałym przyjacielem”, dodając „zawsze będę o nim pamiętał (...) żałuję, że nie mieliśmy okazji do częstszej współpracy”.
Tim Burton dodał: „Był ostatnim ze swojego gatunku – prawdziwa legenda – którą miałem szczęście nazywać przyjacielem”. „Pozostanie inspiracją dla mnie oraz przyszłych pokoleń”. George Lucas nazwał go „wielkim, klasycznym aktorem. Łącznikiem z przeszłością kina i prawdziwym dżentelmenem”, a Samuel L. Jackson stwierdził, że Lee był „przemiłą osobą, uosobieniem słów 'dżentelmen' i 'zawodowiec'. Czas spędzony z nim wzbogacił moje życie!”.
Peter Jackson napisał: „Miałem szczęście pracować z Chrisem przy pięciu filmach i za każdym razem praca z nim była niesamowitym przeżyciem. Pamiętam jak w dniu moich 40. urodzin (Lee miał wtedy 80 lat) powiedział mi: Jesteś teraz połową tego co ja. Bycie choć połową człowieka, którym był Christopher Lee, to więcej niż kiedykolwiek marzyłem. Był prawdziwym dżentelmenem, w czasach które dżentelmenów już nie cenią. (...) Nigdy nie będzie następnego Christophera Lee. Ma swoje unikalne miejsce w historii kina oraz sercach milionów fanów na całym świecie.

## Filmografia
Christopher Lee zagrał ponad 250 ról, w tym wiele nieanglojęzycznych, w filmach włoskich, francuskich, niemieckich, hiszpańskich i rosyjskich.

### Aktor
- Saraband for Dead Lovers (niewymieniony w czołówce) (1948)
- Hamlet jako strażnik (niewymieniony w czołówce) (1948)
- Corridor of Mirrors jako Charles (1948)
- Penny and the Pownall Case jako Jonathan Blair (1948)
- Scott of the Antarctic jako Bernard Day (1948)
- Song of Tomorrow jako Auguste (1948)
- Jedna noc z Tobą (One Night with You) jako Asystent Pirellego (1948)
- Trottie True jako Bongo (1949)
- They Were Not Divided jako Chris Lewis (1950)
- Prelude to Fame jako Newsman (1950)
- Kapitan Hornblower (Captain Horatio Hornblower R.N.) jako hiszpański kapitan (1951)
- Valley of Eagles jako detektyw Holt (1951)
- Top Secret (niewymieniony w czołówce) (1952)
- Babes in Bagdad jako handlarz niewolników (1952)
- Paul Temple Returns jako sir Felix Raybourne (1952)
- Karmazynowy pirat (The Crimson Pirate) jako Joseph (1952)
- Moulin Rouge jako Georges Seurat (niewymieniony w czołówce) (1952)
- Wakacje pana Hulot (Vacances de Monsieur Hulot, Les) jako głosy w angielskiej wersji językowej (niewymieniony w czołówce) (1953)
- Innocents in Paris jako porucznik Whitlock (niewymieniony w czołówce) (1953)
- Destination Milan jako Svenson (1954)
- Tales of Hans Anderson różne role (1955)
- Crossroads jako Duch (1955)
- Pewna dama (That Lady) jako kapitan Final Column (1955)
- Czarny Książę (The Dark Avenger) jako Francuski kapitan w tawernie (1955)
- Man in Demand (1955)
- Police Dog jako Johnny (1955)
- Moby Dick Rehearsed jako A Stage Manager/Flask (1955)
- The Cockleshell Heroes jako Submarine Commander (1955)
- Storm Over the Nile jako Karaga Pasha (1955)
- The Scarlet Pimpernel jako Louis (gościnnie) (1955)
- Colonel March of Scotland Yard jako Jean-Pierre (gościnnie) (1956)
- Alias John Preston jako John Preston (1956)
- Beyond Mombasa jako Gil Rossi (1956)
- Port Afrique jako Franz Vermes (1956)
- Private’s Progress jako adiutant generała von Linbecka (1956)
- Bitwa o ujście rzeki (The Battle of the River Plate) jako Manolo (1956)
- Manuela jako Głos (niewymieniony w czołówce) (1957)
- The Truth About Women jako François (1957)
- Fortune Is a Woman jako Charles Highbury (1957)
- Ill Met by Moonlight jako niemiecki oficer u dentysty (1957)
- Gorzkie zwycięstwo (Amere victoire) jako sierżant Barney (1957)
- Errol Flynn Theater jako generał Hamelin / Compte de Merret / ... (4 odcinki) (gościnnie) (1957)
- Assignment Foreign Legion jako Arab / Ogrodnik (gościnnie) (1957)
- Przekleństwo Frankensteina (The Curse of Frankenstein) jako Stwór (1957)
- The Traitor jako dr Neumann (1957)
- William Tell jako książę Erik (gościnnie) (1958)
- Oni ocalili Londyn (The Battle of the V-1) jako Labor Camp Captain (1958)
- Dracula jako hrabia Dracula (1958)
- Opowieść o dwóch miastach (A Tale of Two Cities) jako markiz St. Evremonde (1958)
- Pies Baskerville’ów (The Hound of the Baskervilles) jako sir Henry Baskerville (1959)
- Tempi duri per i vampiri jako baron Roderico da Frankurten (1959)
- The Treasure of San Teresa jako Jaeger (1959)
- The Man Who Could Cheat Death jako dr Pierre Gerard (1959)
- Mumia (The Mummy) jako Kharis / mumia (1959)
- The Hands of Orlac jako Nero, magik (1960)
- The Two Faces of Dr. Jekyll jako Paul Allen (1960)
- Beat Girl jako Kenny (1960)
- Miasto umarłych (The City of the Dead) jako profesor Alan Driscoll (1960)
- Too Hot to Handle jako Novak (1960)
- Alcoa Presents: One Step Beyond jako Wilhelm Reitlinger (gościnnie) (1959–1961)
- The Terror of the Tongs jako The Tong Leader (1961)
- Krzyk strachu (Scream of Fear) jako doktor Gerrard (1961)
- The Devil’s Agent jako baron von Staub (1961)
- Geheimnis der gelben Narzissen, Das jako Ling Chu (1961)
- Herkules w świecie przeklętych (Ercole al centro della terra) jako król Lico (1961)
- Lolita jako on sam – jako potwór Frankensteina (zdjęcia archiwalne) (1962)
- Corridors of Blood jako Resurrection Joe (1962)
- The Pirates of Blood River jako kapitan LaRoche (1962)
- Stranglehold (1962)
- Sherlock Holmes und das Halsband des Todes jako Sherlock Holmes (1961)
- Zagadka czerwonej orchidei (Das Rätsel der roten Orchidee) jako kapitan Allerman (1961)
- La Frusta e il corpo jako Kurt Menliff (1963)
- La Vergine di Norimberga jako Erich (1963)
- Katarsis jako Mephistoles (1963)
- Gorgona (The Gorgon) jako profesor Karl Meister (1964)
- The Devil-Ship Pirates jako kapitan Robeles (1964)
- Il Castello dei morti vivi jako hrabia Drago (1964)
- La Cripta e l’incubo jako hrabia Ludwig Karnstein (1964)
- The Alfred Hitchcock Hour jako Karl Jorla (gościnnie) (1962–1965)
- Gabinet Grozy doktora Zgrozy (Dr. Terror’s House of Horrors) jako Franklyn Marsh (1966)
- Ona (She) jako Billali (1966)
- Dziesięć małych Indianiątek (Ten Little Indians) jako 'Pan Owen’ (głos) (1966)
- The Skull jako sir Matthew Phillips (1965)
- Twarz Fu Manchu (The Face of Fu Manchu) jako dr Fu Manchu (1965)
- Theatre of Death jako Philippe Darvas (1966)
- Rasputin: Szalony zakonnik (Rasputin: The Mad Monk) jako Grigorij Rasputin (1966)
- Circus of Fear jako Gregor (1966)
- Dracula: Książę Ciemności (Dracula: Prince of Darkness) jako Dracula (1966)
- Narzeczone Fu Manchu (Brides of Fu Manchu) jako Fu Manchu (1966)
- Zemsta Fu Manchu (The Vengeance of Fu Manchu) jako Fu Manchu (1967)
- Pięć złotych smoków (Five Golden Dragons) jako Dragon #4 (1967)
- Die Schlangengrube und das Pendel jako Count Frederic Regula (1967)
- Night of the Big Heat jako Godfrey Hanson (1967)
- Narzeczona diabła (The Devil Rides Out) jako Duc de Richleau (1968)
- Krew Fu Manchu (The Blood of Fu Manchu) jako Fu Manchu (1968)
- The Face of Eve jako pułkownik Stuart (1968)
- Curse of the Crimson Altar jako Morley (1968)
- Powrót Draculi (Dracula Has Risen from the Grave) jako Dracula (1968)
- Rewolwer i melonik (The Avengers) jako profesor Stone (1961–1969)
- The Oblong Box jako dr J. Neuhart (1969)
- Christian Czarodziej (The Magic Christian) jako Wampir (1969)
- Scream and Scream Again jako Fremont (1969)
- Zamek Fu Manchu (Die Folterkammer des Dr. Fu Man Chu) jako Fu Manchu (1969)
- Juliusz Cezar (Julius Caesar) jako Artemidorus (1970)
- One More Time jako Dracula (niewymieniony w czołówce) (1970)
- Dom wampirów (The House That Dripped Blood) jako John Reid (1970)
- Trono di fuoco, Il jako lord George Jeffreys (1970)
- Książę Dracula (El conde Drácula) jako hrabia Drakula (1970)
- Eugenie jako Dolmance (1970)
- Ukąszenia Draculi (Scars of Dracula) jako Drakula (1970)
- Skosztuj krwi Draculi (Taste the Blood of Dracula) jako Dracula (1970)
- Prywatne życie Sherlocka Holmesa (The Private Life of Sherlock Holmes) jako Mycroft Holmes (1970)
- Hannie Caulder jako Bailey (1971)
- I, Monster jako dr Charles Marlowe/Edward Blake (1971)
- Dracula A.D. 1972 jako Dracula
- Nothing But the Night jako pułkownik Charles Bingham (1972)
- Linia śmierci (Death Line) jako Stratton-Villiers (1972)
- Great Mysteries jako Arnaud (gościnnie) (1973)
- Trzej muszkieterowie (The Three Musketeers) jako Rochefort (1973)
- The Creeping Flesh jako James Hildern (1973)
- Ciemne miejsca (Dark Places) jako dr Mandeville (1973)
- Poor Devil jako Lucyfer (1973)
- Pociąg grozy jako profesor Alexander Saxton (1973)
- Kult (The Wicker Man) jako lord Summerisle (1973)
- Czterej muszkieterowie (The Four Musketeers) jako Rocheford (1974)
- Szatański plan Draculi (The Satanic Rites of Dracula) jako Dracula (1974)
- Człowiek ze złotym pistoletem (The Man with the Golden Gun) jako Francisco Scaramanga (1974)
- Diagnosis: Murder jako dr Hayward (1975)
- Zabójcza siła (Killer Force) jako major Chilton (1976)
- The Keeper jako The Keeper (1976)
- Albino jako Bill (1976)
- Dracula: Ojciec i syn (Dracula père et fils) jako Dracula (1976)
- To the Devil a Daughter jako ojciec Michael Rayner (1976)
- Kosmos 1999 (Space: 1999) jako kapitan Zandor (gościnnie) (1975–1977)
- Meatcleaver Massacre jako narrator (1977)
- End of the World jako ojciec Pergado/Zindar (1977)
- Starship Invasions jako kapitan Rameses (1977)
- Port lotniczy ’77 (Airport '77) jako Martin Wallace (1977)
- Pirat (The Pirate) jako Samir Al Fay (1978)
- Żelazny krąg (Circle of Iron) jako Zetan (1978)
- Karawany (Caravans) jako Sardar Khan (1978)
- Powrót z Góry Czarownic (Return from Witch Mountain) jako doktor Gannon (1978)
- Jak zdobywano Dziki Zachód (How the West Was Won) jako Wielki książę (1978)
- Przygoda arabska (Arabian Adventure) jako Alquazar (1979)
- 1941 jako von Kleinschmidt (1979)
- Captain America II: Death Too Soon jako Miguel (1979)
- Nutcracker Fantasy jako Wuj Drosselmeyer (1979)
- Pseudonim „Jaguar” (Jaguar Lives) jako Adam Caine (1979)
- Wyspa Niedźwiedzia (Bear Island) jako Lechinski (1979)
- Przeprawa (The Passage) jako Główny Cygan (1979)
- Agent mimo woli (Once Upon a Spy) jako Marcus Valorium (1980)
- Serial jako Luckman Skull (1980)
- Oko za Oko (An Eye for an Eye) jako Morgan Canfield (1981)
- Desperate Moves jako dr Carl Boxer (1981)
- 'Goliat’ czeka (Goliath Awaits) jako John McKenzie (1981)
- Salamandra (The Salamander) jako General Prince Magusari (1981)
- Faerie Tale Theatre jako król Vladimir V (gościnnie) (1982)
- Królewski romans Karola i Diany (The Royal Romance of Charles and Diana) jako książę Philip (1982)
- Safari 3000 jako hrabia Borgia (1982)
- Massarati and the Brain jako Victor Leopold (1982)
- Ostatni jednorożec (The Last Unicorn) jako król Haggard (głos)[b] (1982)
- Charles & Diana: A Royal Love Story jako książę Philip (1982)
- Dom długich cieni (House of the Long Shadows) jako Corrigan (1983)
- New Magic jako pan Kellar (1983)
- Powrót Kapitana Niezwyciężonego (The Return of Captain Invincible) jako pan Midnight (1983)
- Dalekie pawilony (The Far Pavilions) jako Kaka-ji Rao (1984)
- Hotel „Pod Pączkiem Róży” (The Rosebud Beach Hotel) jako pan Clifford King (1984)
- Skowyt 2: Twoja siostra jest wilkołakiem (Howling II: Stirba – Werewolf Bitch) jako Stefan Crosscoe (1985)
- Zulus Czaka (Shaka Zulu) jako lord Bathurst (1986)
- Valhalla jako Thor/Odin (głos) (1986)
- The Disputation jako King James of Aragon (1986)
- The Girl jako Peter Storm (1986)
- Un métier du seigneur jako Fog (1986)
- Mio mój Mio (Mio min Mio) jako Kato (1987)
- Jocks jako prezydent White (1987)
- Dark Mission (Operación cocaína) jako Luis Morel (1988)
- Rewolucja Francuska (La Révolution française) jako Sanson (segment „Les Années Terribles”) (1989)
- Powrót muszkieterów (The Return of the Musketeers) jako Rochefort (1989)
- Upadek orłów (La Chute des aigles) jako Walter Strauss (1989)
- Murder Story jako Willard Hope (1989)
- W 80 dni dookoła świata (Around the World in 80 Days) jako Stuart (1989)
- Skąpiec (L’avaro) jako kardynał Spinosi (1990)
- Gremliny 2 (Gremlins 2: The New Batch) jako doktor Catheter (1990)
- Na dobre i na złe (Honeymoon Academy) jako Lazos (1990)
- Kwestia czasu (The Care of Time) jako Zander (1990)
- Złodziej tęczy (The Rainbow Thief) jako Wuj Rudolf (1990)
- Wyspa Skarbów (Treasure Island) jako Ślepy Pew (1990)
- Incident at Victoria Falls jako Sherlock Holmes (1991)
- Klątwa (Curse III: Blood Sacrifice) jako doktor Pearson (1991)
- Fear in the Dark jako narrator (1991)
- Jackpot jako Cedric (1992)
- Sherlock Holmes and the Leading Lady jako Sherlock Holmes (1992)
- Podwójna wizja (Double Vision) jako pan Bernard (1992)
- Shogun Mayeda (Kabuto) jako król Filip (1992)
- Kroniki młodego Indiany Jonesa (The Young Indiana Jones Chronicles) jako hrabia Ottokar Graf Czerin (gościnnie) (1992–1993)
- Pociąg śmierci (Death Train) jako General Konstantin Benin (1993)
- Funny Man jako Callum Chance (1994)
- Uczta o północy (A Feast at Midnight) jako V. E. Longfellow (1994)
- Akademia Policyjna 7: Misja w Moskwie (Police Academy: Mission to Moscow) jako Komendant Rakov (1995)
- Mojżesz (Moses) jako Ramzes (1995)
- Welcome to the Discworld jako Śmierć (1996)
- Muzyka Duszy (Soul music) jako Śmierć (1996)
- Trzy wiedźmy (Wyrd Sisters) jako Śmierć (głos) (1996)
- Sorellina e il principe del sogno jako Azaret (1996)
- Świat według głupich (The Stupids) jako Wysłannik Diabła (1996)
- Odyseja (The Odyssey) jako Tejrezjasz (1997)
- Ivanhoe jako Lucard de Beaumanoir (1998)
- Tale of the Mummy jako sir Richard Turkel (1998)
- Jinnah jako Mohammed Ali Jinnah (1998)
- Nowe przygody Robin Hooda (The New Adventures of Robin Hood) jako Olwyn (1997–1999)
- Jeździec bez głowy (Sleepy Hollow) jako Burgomaster (1999)
- Młody Indiana Jones – Przygody tajnego agenta (The Adventures of Young Indiana Jones: Adventures in the Secret Service) jako hrabia Ottokar Graf Czernin (1999)
- Gormenghast jako Flay (2000)
- U Zarania (In the Beginning) jako Ramzes I (2000)
- Władca Pierścieni: Drużyna Pierścienia (The Lord of the Rings: The Fellowship of the Ring) jako Saruman Biały (2001)
- Gwiezdne wojny: część II – Atak klonów (Star Wars – Episode 2: Attack of the Clones) hrabia Dooku (2002)
- Władca Pierścieni: Dwie wieże (The Lord of the Rings: The Two Towers) jako Saruman Biały
- Władca Pierścieni: Powrót króla (The Lord of the Rings: The Return of the King) jako Saruman Biały (wersja reżyserska)
- Purpurowe Rzeki II: Aniołowie Apokalipsy (Rivières pourpres II – Les anges de l’apocalypse, Les) jako Heinrich von Garten (2005)
- Jan Paweł II (Pope John Paul II) jako kard. Stefan Wyszyński (2005)
- Gnijąca panna młoda Tima Burtona (Corpse Bride) jako pastor Galswells (głos) (2005)
- Charlie i fabryka czekolady (Charlie and the Chocolate Factory) jako dr Wonka (2005)
- Gwiezdne wojny: część III – Zemsta Sithów (Star Wars: Episode III: Revenge of the Sith) jako hrabia Dooku (2005)
- Bobby, bohaterski psiak (Greyfriars Bobby) jako lord Provost Chambers (2005)
- Kingdom Hearts II – Ansem the Wise (głos w wer. angielskiej) (2006)
- Policjanci z Mt. Thomas 2 (Blue Heelers) jako Richard Elliot (1994–2006)
- Złoty kompas (The Golden Compass) jako pierwszy Konsul (2007)
- Monstermania! jako pan Price (głos) (2008)
- Boogie Woogie jako Alfred Rhinegold (2008)
- Cowboys for Christ jako miejscowy mag (2008)
- Stone of Destiny (2008)
- Kolor magii (The Colour of Magic) jako Śmierć (głos) (2008)
- Kingdom Hearts: 358/2 Days – Ansem the Wise (głos w wer. angielskiej) (2009)
- Alicja w Krainie Czarów (Alice in Wonderland) jako Żaberzwłok (głos) (2010)
- Polowanie na czarownice (Season of the Witch) jako kardynał D’Ambroise (2011)
- Hobbit: Niezwykła podróż jako Saruman Biały (2012)
- Hobbit: Pustkowie Smauga jako Saruman Biały (2013)
- Hobbit: Bitwa Pięciu Armii jako Saruman Biały (2014)

### Producent
- Nothing But the Night (1972)
- The Making of a Legend (2003)